# Limnephilus
Genre
Limnephilus est un genre d'insectes trichoptères de la famille des Limnephilidae, dont il représente le genre type.

## Liste d'espèces

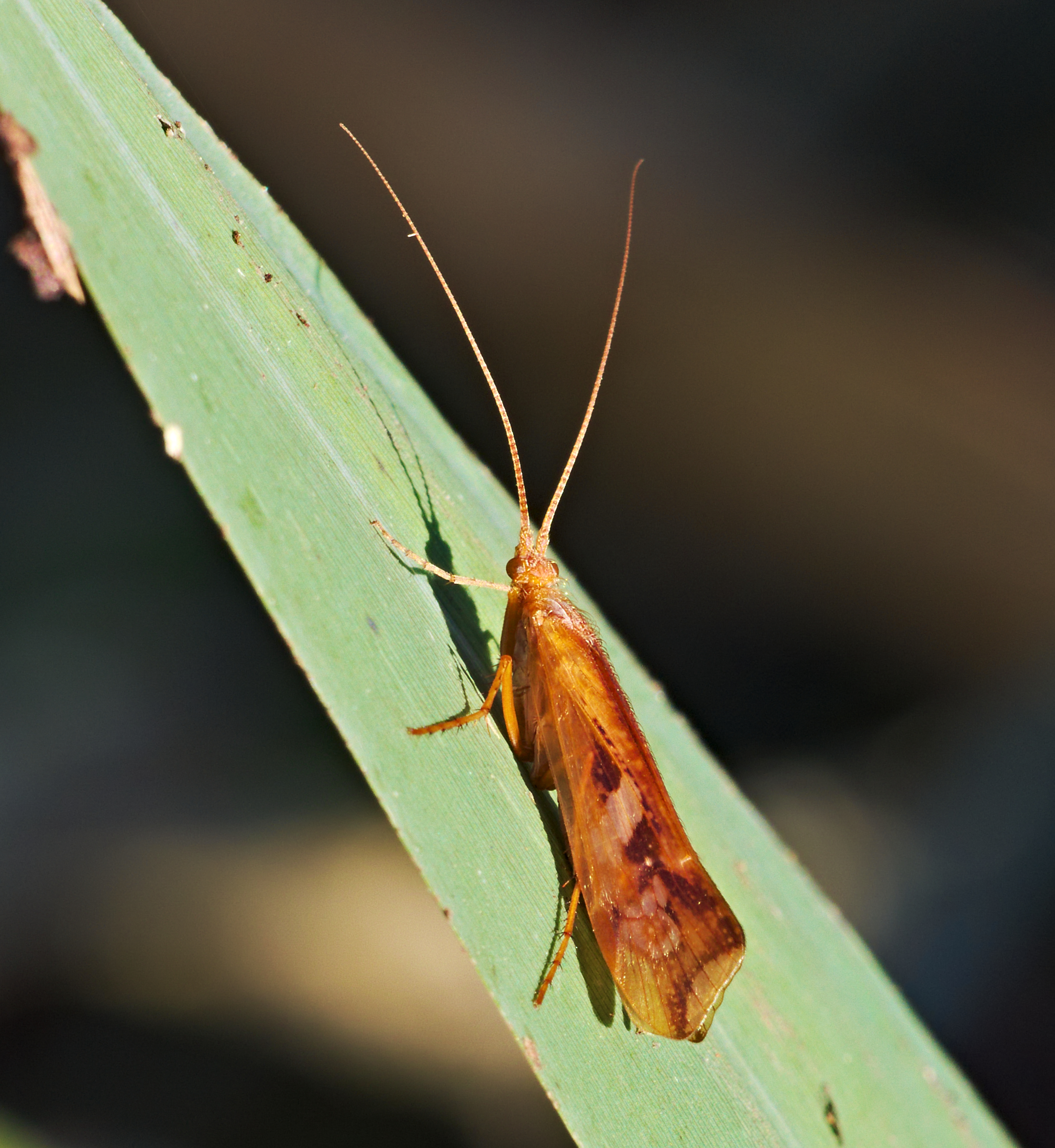
Un limnephilus rhombicus en Allemagne. Octobre 2017.

Selon NCBI (4 nov. 2010) :
- Limnephilus canadensis
- Limnephilus decipiens
- Limnephilus externus
- Limnephilus femoralis
- Limnephilus fischeri
- Limnephilus flavicornis
- Limnephilus hageni
- Limnephilus infernalis
- Limnephilus kennicotti
- Limnephilus moestus
- Limnephilus nigriceps
- Limnephilus partitus
- Limnephilus perpusillus
- Limnephilus picturatus
- Limnephilus rhombicus
- Limnephilus sansoni
- Limnephilus sericeus
- Limnephilus stigma